# 王亢之
王亢之（1915年—1968年3月1日），男，直隶（今河北）深泽人，中国新闻工作者，曾任中共河北省委常委、中共天津市委书记处书记，第三届全国人大代表。

## 家庭
妻子许明，曾任天津市人大常委会副主任。